# William Henry Bragg
William Henry Bragg, KBE, OM, PhD, PRS (Wigton, Cumberland, 2 de julho de 1862 — Londres, 12 de março de 1942) foi um físico e químico britânico.
Em 1915 recebeu com seu filho, William Lawrence Bragg, o Nobel de Física por trabalhos de análise da estrutura cristalina através da difração de raios-X.

## Biografia
O campo de pesquisa de Bragg eram os raios X. Junto com seu filho, William Lawrence Bragg, criou o primeiro espectroscópio de raios X, dando lugar a uma nova ciência para o estudo da estrutura cristalina; em 1913 eles enunciaram a Lei de Bragg, que permite determinar a posição dos átomos em uma rede cristalina estudando a difração de raios X. Por esses estudos, pai e filho receberam o Prêmio Nobel de Física em 1915.
Nesse mesmo ano tornou-se professor de física na University College London, mas não começou a lecionar antes do final da Grande Guerra. Após a guerra, ele continuou seus estudos de análise de cristais.

## Publicações
- William Henry Bragg, William Lawrence Bragg, "X Rays and Crystal Structure", G. Bell & Son, Londres, 1915.
- William Henry Bragg, The World of Sound (1920)
- William Henry Bragg, The Crystalline State – The Romanes Lecture for 1925. Oxford, 1925.
- William Henry Bragg, Concerning the Nature of Things (1925)
- William Henry Bragg, Old Trades and New Knowledge (1926)
- William Henry Bragg, An Introduction to Crystal Analysis (1928)
- William Henry Bragg, The Universe of Light (1933)